# الصادق بن عيشة
الصادق بن عيشة مخرج أفلام تونسي، من مواليد 13 مارس 1936، في سيدي علوان (ولاية المهدية).

## مسيرته
بعد دراسته في جامعة تونس، انجذب بسرعة إلى السينما والتلفزيون. تلقى تدريبًا في مكتب الإذاعة الفرنسية (ORTF)، ثم التحق بالمعهد العالي للدراسات السينمائية في باريس في وقت كان فيه تأثير جان لوك غودار هو الغالب. كان سافر أيضا إلى روما لحضور دورة تدريبية.
عند عودته إلى تونس، عيّنتهُ الشركة التونسية للإنتاج والتنمية السينمائية ومؤسسة الإذاعة والتلفزيون التونسية، وشارك كفني في العديد من الأفلام التونسية أثناء إنتاج أفلامه الخاصة، بما في ذلك فيلمين روائيين.: مختار وعارضة الأزياء.

## أعماله
إخراج
- 1966: رسالة (فيلم قصير)
- 1968: مختار (فيلم روائي طويل)
- 1969: معركة الجمل (فيلم قصير)
- 1970: عندما تستمتع الروح (فيلم قصير)
- 1976: عارضة الأزياء (فيلم روائي طويل)

مساعد مخرج
- 1966:
  - Un temps، un oubli (فيلم قصير لحسن دلدول)
  - 2 + 2 = 5 (فيلم قصير لعبد اللطيف بن عمار، وحسن دلدول ومصطفى الفارسي)

كتابة الحوار والسيناريو
- 1968: مختار مع فريد بوغدير
- 1974: النافذة (مسلسل تلفزيوني)

## روابط خارجية
- الصادق بن عيشة على موقع IMDb (الإنجليزية)
- الصادق بن عيشة على موقع قاعدة بيانات الأفلام العربية
- الصادق بن عيشة على موقع قاعدة بيانات الفيلم (الإنجليزية)
- الصادق بن عيشة على موقع كينوبويسك (الروسية)